# Simão, o Novo Teólogo
Simão o Novo Teólogo é o último dos três santos da igreja Ortodoxa que teve o título de "Teólogo" (os outros dois são João, o Apóstolo e Gregório de Nazianzo), embora o seu título de "Novo", provavelmente para distingui-lo de Simeão Estudita (assim chamado por ser um monge do Mosteiro de Estúdio), seu contemporâneo e futuro abade. Simeão era um poeta que encarna a tradição mística hesicasta. Ele escreveu que os seres humanos podem e devem experimentar Deus diretamente (a chamada theoria). Suas obras influenciaram a controvérsia hesicasta do século XIV. Seu discípulo mais famoso foi Nicetas Estetatos, Seu assistente de células que também escreveu a sua vida.
Ele nasceu na Paflagônia e seu pai preparou sua educação para a vida oficial em Constantinopla. Em seguida, foi designado como um cortesão no atendimento aos imperadores Basílio II e Constantino VII. Ele abandonou sua vida como um cortesão se retirar para um mosteiro na idade de 27 sob o piedoso Simeão (o "Velho"), abade do Mosteiro de Estúdio. Mais tarde ele se tornou abade do mosteiro de São Mamede de Constantinopla.
Simeão não foi educado em filosofia grega, mas estava bastante familiarizado com a vida da igreja. Ele falou muitas vezes da experiência pessoal direta e de vez em quando atacou alguns estudiosos que ele via como fingindo ter um conhecimento que não tinham.
Algumas das obras Simeão incluem: Discursos Catequéticos, Hinos do Amor Divino e Três Discursos Teológicos.